# Uruguai 1–1 Gana (2010)
Uruguai 1 x 1 Gana foi um jogo válido pelas quartas de final da Copa do Mundo de 2010, realizado em Joanesburgo, África do Sul, em 2 de julho de 2010. É considerado uma das grandes partidas da história dos mundiais de futebol. 
O Uruguai não se classificava para as semifinais desde a Copa do Mundo de 1970, enquanto que uma seleção da África jamais havia passado da fase de quartas de final de uma copa do mundo. O jogo foi decidido nas penalidades após o empate em 1 X 1 no tempo normal e 0 X 0 na prorrogação.
A partida também ficou marcada pelo polêmico lance de mão de Luis Suárez no último minuto da prorrogação. O uruguaio tirou em cima da linha um gol do adversário, trocando a eliminação pelo pênalti e a sua expulsão, o que acendeu o debate se o lance foi uma trapaça ou não.

## Pré Jogo
Inicialmente, a FIFA havia escalado o juiz inglês Howard Melton Webb para a partida. Mas devido às reclamações dos sul-americanos, que temiam represálias dos ingleses depois dos erros cometidos pelo compatriota Jorge Luis Larrionda, na partida das oitavas de final entre Inglaterra e Alemanha, a FIFA o substituiu pelo português Olegário Benquerença.
O Uruguai era favorito no confronto. Mas o técnico de Gana, Milovan Rajevac, demonstrava otimismo: "O Uruguai tem estado impressionante e tem jogadores nos melhores campeonatos da Europa, mas nós temos muitos jovens e com muita confiança. A maior qualidade desta equipa é a união". Já Óscar Tabárez ressaltava o longo hiato dos uruguaios em mundiais: "Passámos por décadas complicadas, em algumas fora do Mundial, mas não podemos esquecer que (o jogo) será um momento histórico também para os jogadores".
Ambas as equipes tinham desfalques. No Uruguai, Diego Godin estava lesionado. Em Gana, Jonathan Mensah e André Ayew, suspensos.

## Resumo do Jogo

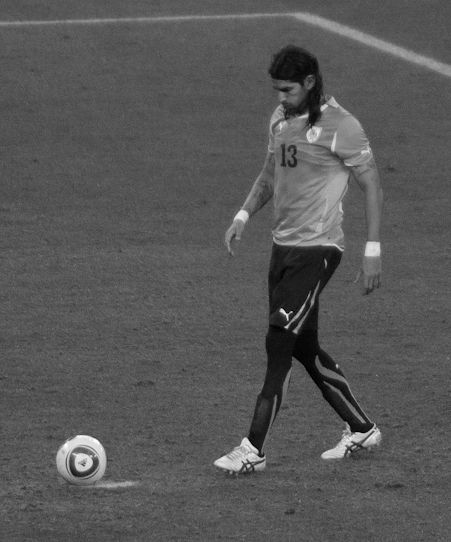
Sebastián Abreu preparando-se para cobrar o pênalti na Copa do Mundo de 2010, contra Gana.

O Uruguai dominou os primeiros 30 minutos. A primeira finalização veio aos 6 minutos, em chute de Egidio Arévalo que passou muito longe do gol. Aos 11min, Luis Suárez ganhou da zaga e chutou forte para boa defesa do goleiro Richard Kingson. Aos 15min, Diego Forlán bateu falta de longa distância, Richard Kingson espalmou para cima e sofreu falta em seguida. Na sequência, quase John Mensah fez gol contra após escanteio de Diego Forlán, mas o goleiro ganense, com muito reflexo, defendeu com a cabeça. Aos 25min, Luis Suárez voltou a bater forte e Richard Kingson defendeu com a ponta dos dedos.
Aos 37min, o Uruguai sofreu uma grande perda. O capitão Diego Lugano saiu lesionado para a entrada de Andrés Scotti. A alteração coincidiu com o crescimento de Gana na partida, que dominou os 15 min finais do primeiro tempo. Kwadwo Asamoah alçou a bola na grande área e Sulley Muntari cabeceou para fora. Aos 44min, o próprio Kevin-Prince Boateng acertou belo voleio na área após levantamento de Inkoom, mas errou o alvo. O melhor momento de Gana na partida foi recompensado com um gol pouco antes do intervalo. Aos 46min, Sulley Muntari dominou a bola na intermediária, avançou casualmente e soltou uma bomba de muito longe. A bola fez uma curva e enganou Fernando Muslera, que foi pego no contrapé e viu sua rede balançar.
Mesmo em vantagem, os ganenses não abdicaram do jogo no segundo tempo e passaram a ameaçar principalmente no contragolpe. Porém, o Uruguai conseguiu voltar para o jogo aos 9min. Diego Forlán bateu falta da meia esquerda e acertou um chute colocado no canto de Richard Kingson, surpreendendo o goleiro, que havia dado um passo para o lado errado. Gana era sempre perigosa quando roubava a bola e saía em velocidade. Aos 12min, Kevin-Prince Boateng tocou para Asamoah Gyan, que chutou forte da entrada da área, mas Fernando Muslera caiu para defender. Os uruguaios responderam cinco minutos depois: Diego Forlán escapou pela esquerda e cruzou no segundo poste, mas Suárez errou o chute de primeira com o goleiro batido.
O jogo continuou equilibrado, com chances para ambos os lados. Aos 23min, Asamoah Gyan bateu falta de longe e a bola passou perto do ângulo de Fernando Muslera. Dois minutos depois, Luis Suárez recebeu na área pela esquerda e chutou de bico, mas Richard Kingson fez grande defesa e espalmou para escanteio. O camisa 9 uruguaio voltou a parar no goleiro ganense aos 32min, desta vez de cabeça. Porém, o placar não foi mais alterado até o fim do tempo normal.
Na prorrogação, o cansaço físico falou mais alto que a técnica para as duas equipes. Foram muitos erros e poucas chances claras criadas. Uma ótima oportunidade caiu nos pés de Diego Forlán aos 8min do 2º tempo, mas o atacante chutou para fora de esquerda. No último minuto do tempo extra, após bate-rebate na área uruguaia, Luis Suárez impediu o gol ganense, salvando a bola com a mão em cima da linha. O atacante foi expulso pelo árbitro português Olegário Benquerença, e vários jogadores de Gana comemoraram como se o jogo já estivesse ganho, indo em direção à torcida.
Porém Asamoah Gyan desperdiçou a cobrança do pênalti, chutando-o no travessão, antes de ir por cima da meta. Na decisão por penalidades, Maxi Pereira perdeu para o Uruguai, mas o goleiro Fernando Muslera defendeu as batidas de John Mensah e Dominic Adiyiah, garantindo a vitória por 4 a 2. Sebástian Abreu cobrou o último pênalti utilizando uma cavadinha, fazendo o jogo ser ainda mais documentado do que já foi.
Após a partida, o técnico do Uruguai, Óscar Tabárez declarou: "Foi uma partida incrivelmente difícil e passamos sem jogar de forma brilhante. Acabamos de fazer o que tínhamos que fazer, e devo admitir que não achei que seria suficiente quando Gana conseguiu o pênalti final. Podemos jogar melhor que isso e esperamos ter um desempenho muito melhor contra a Holanda". Já o treinador do Gana, Milovan Rajevac, comentou: "Tudo o que posso dizer é que este é o futebol, nós não merecemos perder tanto. Foi uma maneira cruel de sair."
O narrador Cléber Machado considera esse o maior jogo que narrou: "Quando alguém me pergunta de algum jogo, sempre lembro desse jogo. Acho que com 95 anos, se Deus quiser, vou lembrar."
A partida foi bastante elogiada pela imprensa internacional. O jornal italiano La Gazzetta dello Sport, qualificou de “Louco, imprevisível, dramático". O jornal espanhol Marca "final de loucura". O Globo afirmou que foi a partida mais emocionante da Copa do Mundo de 2010.

### O polêmico lance de Suarez
Após a partida, alguns médios acusaram Luis Suárez de trapaça no lance de mão. Asamoah Gyan declarou: “Claro que foi uma trapaça porque não existe nenhuma regra [que permite isso]. Mas, como um esportista, sei que essas coisas acontecem. Ele é um bom, um ótimo jogador e o que aconteceu na Copa do Mundo é passado”. O ex-jogador francês, Frank Leboeuf, afirmou que por lances como esse, Suarez é um "mau exemplo". O jornal inglês The Guardian, classificou Luis Suárez de "O vilão da copa" após o lance. 
Óscar Tabárez alegou que a reação de Luis Suárez foi instintiva e reagiu: "O jogador reagiu instintivamente e foi expulso da partida e não pode jogar o próximo jogo. O que mais você quer? Suarez também é culpado por Gana perder a penalidade? Isso é futebol. Há conseqüências para a mão na bola e ele não tinha certeza que Gana iria perder a penalidade."

## Detalhes
| 2 de Julho | Uruguai    | 1 – 1 (pro) | Gana          | Soccer City, Joanesburgo                          |
| 20:30      | Forlán 55' | Relatório   | Muntari 45+2' | Público: 84 017 Árbitro: POR Olegário Benquerença |

|                                       |       | Penalidades                |  |
| Forlán Victorino Scotti Pereira Abreu | 4 – 2 | Gyan Appiah Mensah Adiyiah |  |

| Uruguai | Gana |

| G              | 1  | Fernando Muslera   |        |     |
| LD             | 16 | Maxi Pereira       |        |     |
| Z              | 2  | Diego Lugano       |        | 38' |
| Z              | 6  | Mauricio Victorino |        |     |
| LE             | 4  | Jorge Fucile       | 20'    |     |
| V              | 15 | Diego Pérez        | 59'    |     |
| V              | 17 | Egidio Arévalo     | 48'    |     |
| M              | 7  | Edinson Cavani     |        | 76' |
| M              | 20 | Álvaro Fernández   |        | 46' |
| A              | 9  | Luis Suárez        | 120+1' |     |
| A              | 10 | Diego Forlán       |        |     |
| Substituições: |    |                    |        |     |
| Z              | 19 | Andrés Scotti      |        | 38' |
| M              | 14 | Nicolás Lodeiro    |        | 46' |
| A              | 13 | Sebastián Abreu    |        | 76' |
| Treinador:     |    |                    |        |     |
| Óscar Tabárez  |    |                    |        |     |

| G               | 22 | Richard Kingson      |     |     |
| LD              | 4  | John Paintsil        | 54' |     |
| Z               | 15 | Isaac Vorsah         |     |     |
| Z               | 5  | John Mensah          | 93' |     |
| LE              | 2  | Hans Sarpei          | 77' |     |
| V               | 6  | Anthony Annan        |     |     |
| M               | 7  | Samuel Inkoom        |     | 74' |
| M               | 11 | Sulley Muntari       |     | 88' |
| M               | 21 | Kwadwo Asamoah       |     |     |
| M               | 23 | Kevin-Prince Boateng |     |     |
| A               | 3  | Asamoah Gyan         |     |     |
| Substituições:  |    |                      |     |     |
| M               | 10 | Stephen Appiah       |     | 74' |
| A               | 18 | Dominic Adiyiah      |     | 88' |
| Treinador:      |    |                      |     |     |
| Milovan Rajevac |    |                      |     |     |

| Assistentes: Jose Cardinal Bertino Miranda |

Homem da partida
- Diego Forlán